# Chapelle Saint-Jean de Saumur
La Chapelle Saint-Jean de Saumur se trouve à Saumur.
Ce monument fait l’objet d’un classement au titre des monuments historiques depuis 1862.

## Histoire
Construite au début du XIIIe siècle, c'était la chapelle d'une commanderie des Hospitaliers de l'ordre de Saint-Jean de Jérusalem. Au XVIIIe siècle, désaffectée, elle fut utilisée comme écurie avant d'être remarquée par Bodin et Mérimée. Après un projet avorté de transformation en temple réformé, elle fut achetée en 1855 par le maire qui la fit restaurer.